# Tetragnatha chinensis
Tetragnatha chinensis là một loài nhện trong họ Tetragnathidae.
Loài này thuộc chi Tetragnatha. Tetragnatha chinensis được Ralph Vary Chamberlin miêu tả năm 1924.